# Милард Филмор
Милард Филмор (енгл. Millard Fillmore; Самерхил, 7. јануар 1800 — Бафало, 8. март 1874) је био тринаести председник Сједињених Америчких Држава и на овом положају је био од 1850. до 1853. године. Био је последњи члан Виговске странке који је био председник САД. Био је други потпредседник који је председник постао након смрти свог претходника. Наследио је Закарија Тејлора. Филмор никада није био изабран за председника; пошто је одслужио Тејлоров мандат није успео да се избори за номинацију за изборе 1852. и 1856. године. Други пут је до номинације покушао да стигне као кандидат Ноу нотинг странке и Виговске странке.
Филмор је рођен у сиромаштву у подручју Фингер језера у околини Њујорка. Иако је имао мало формалног школовања, марљиво је студирао да постане адвокат. Постао је истакнут у Буфалу као судија и политичар, а изабран је у Скупштину Њујорка 1828. године и Представничком дому 1832. Филмор у почетку је припадао анти-масонској странци, али је постао члан Виговске партије када је формирана средином 1830-их. Био је ривал за руководство странке на нивоу савезне државе са са уредником Турлоуом Видом и његовим штићеником Вилијама Х. Севарда. Током своје каријере, Филмор је прогласио ропско зло, али је рекао да је то изван снаге савезне владе да је оконча. Севард је отворено непријатељски расположен према ропству и тврдио је да је савезна влада имала улогу у тој завршености. Филмор је био неуспешан кандидат за председника Представничког дома, када су Виговци преузели контролу над Домом 1841. године, али је изабран за председавајућег Комитета за начине и мишљења. Поражен у понудама за номинацију Вига за потпредседника 1844. године и за гувернера Њујорка исте године. Филмор је изабран за комполента Њујорка 1847. године, први који је то постао директним изборима.
Као потпредседник, Филмор је у великој мери игнорисан од стране Тејлора; чак и за диспензирање покровитељства у Њујорку, Тејлор се консултовао са Видом и Севардом. Али у свом капацитету као председник Сената, Филмор је председавао својим љутим расправама, јер је 31. конгрес одлучивао да ли ће дозволити ропство у мексичкој оцесији. За разлику од Тејлора, Филмор је подржао омнибуз рачун Хенрија Клеја, основа компромиса 1850. године. Када постане председник у јулу 1850. године, отпустио је Тејлоров кабинет и гурнуо конгрес да прође компромисе. Закон о одбеглим робовима, којим се убрзава повратак одбеглих робова онима који су тврдили да су власништво, био је контроверзан део компромиса. Филмор је осећао обавезу да то спроведе, иако је то штетило његовој популарности, као и Виговској партији, која је била растрзана између северне и јужњачке фракције. У спољној политици, подржавао је експедиције америчке морнарице за отварање трговине у Јапану, противио се француским пројектима на Хавајима и био је осрамоћен филибастерским експедицијама Нарциса Лопеза на Куби. Филмор није успео да добије номинацију Вига за председника 1852.
Пошто се Виговска партија распала након Филморовог председништва, он и многи у њеном конзервативном крилу придружили су се Ноу нотинг и формирали Америчку партију. Упркос нагласку његове странке на антиимиграционој и антикатоличкој политици, током своје кандидатуре на председничким изборима 1856. рекао је мало о имиграцији, фокусирајући се на очување Уније, и освојио је само Мериленд. Током Америчког грађанског рата, Филмор је осудио сецесију и сложио се да се Унија мора одржати силом ако је потребно, али је био критичан према ратној политици Абрахама Линколна. Након што је мир поново успостављен, подржао је политику реконструкције председника Ендруа Џонсона. Филмор је остао укључен у грађанске интересе након свог председниковања, укључујући и функцију канцелара Универзитета у Бафалу, коју је он помогао да се оснује 1846. Историчари обично сврставају Филмора међу најгоре председнике у америчкој историји, углавном због његове политике у вези са ропством, као и међу најмањим за памћење. Његово повезивање са Ноу нотинг и подршка Џонсоновој политици реконструкције додатно су нарушили његову репутацију.

## Председник (1850–1853)

### Домаћа политика
Закон о одбеглим робовима остао је споран након његовог доношења. Јужњаци су се горко жалили на било какву попустљивост у његовој примени, али је његова примена била веома увредљива за многе северњаке. Аболиционисти су рецитовали неправедност закона јер је свако ко је помагао одбеглом робу био строго кажњен, а бегунци нису могли да сведоче пред судом. Закон је такође дозвољавао већу плату судији за саслушање за одлуку да је бегунац роб, а не слободан човек. Ипак, Филмор је веровао да је обавезан својом заклетвом као председником и нагодбом која је постигнута у Компромису за спровођење Закона о одбеглим робовима. Он је то учинио иако су се нека кривична гоњења или покушаји враћања робова завршили лоше по владу, ослобађајућим пресудама и робом одузетим из савезног притвора и ослобођеним од стране бостонске руље. Такви случајеви су били широко објављивани на северу и југу, распламсавали су страсти на оба места и поткопали добро осећање које је уследило након Компромиса.
У августу 1850. социјална реформаторка Доротеа Дикс писала је Филмору да би позвала Конгрес да подржи њен предлог за доделу земљишта за финансирање азила за осиромашене ментално болесне. Иако њен предлог није прошао, постали су пријатељи, упознали се лично и наставили да се дописују и након Филморовог председниковања.
У септембру 1850. Филмор је именовао вођу Цркве Исуса Христа светаца последњих дана Бригама Јанга за првог гувернера територије Јуте. У знак захвалности, Јанг је прву територијалну престоницу назвао „Филмор“, а околни округ „Милард“.
Дугогодишњи присталица развоја националне инфраструктуре, Филмор је потписао законе о субвенционисању централне пруге Илиноиса од Чикага до Мобила и за канал у Су Сент Мери. Завршетак Ери железничке пруге у Њујорку 1851. подстакао је Филмора и његов кабинет да се првим возом од Њујорка до обале језера Ери, у друштву са многим другим политичарима и угледницима, одвезу. Филмор је успут одржао много говора са задње платформе воза, позвао на прихватање Компромиса, а касније је отишао на турнеју по Новој Енглеској са члановима свог јужног кабинета. Иако је Филмор позвао Конгрес да одобри трансконтиненталну железницу, то је учинио тек деценију касније.
Филмор је именовао једног судију у Врховном суду Сједињених Држава и извршио четири именовања у окружним судовима Сједињених Држава, укључујући и именовања свог правног партнера и службеника у кабинету, Нејтана Хола, у федералном окружном суду у Бафалу. Када је судија Врховног суда Леви Вудбери умро у септембру 1851. док Сенат није заседао, Филмор је именовао Бенџамина Робинса Кертиса на паузу у суд. У децембру, након сазивања Конгреса, Филмор је формално номиновао Кертиса, који је потврђен. Године 1857. судија Кертис се није сложио са одлуком Суда у случају ропства Дред Скот против Сандфорда и поднео је оставку из принципа.
Смрт судије Џона Мекинлија 1852. довела је до поновљених безуспешних покушаја председника да попуни упражњено место. Сенат није предузео ништа по питању именовања адвоката Њу Орлеанса Едварда А. Бредфорда. Филморов други изабраник, Џорџ Едмунд Беџер, тражио је да се његово име повуче. Изабрани сенатор Џуда Бенџамин је одбио да служи. Сенат није реаговао на номинацију Вилијама Ц. Микуа, адвоката из Њу Орлеанса којег је препоручио Бењамин. Упражњено место је коначно попуњено након Филморовог мандата, када је председник Френклин Пирс предложио Џона Арчибалда Кембела, кога је Сенат потврдио.

### Кабинет
| Функција                    | Име                       | Мандат    |
| --------------------------- | ------------------------- | --------- |
| Председник                  | Милард Филмор             | 1850–1853 |
| Потпредседник               | нема                      | 1850–1853 |
| Државни секретар            | Џон Клејтон               | 1850      |
| Државни секретар            | Данијел Вебстер           | 1850–1852 |
| Државни секретар            | Едвард Еверет             | 1852–1853 |
| Секретар трезора            | Вилијам Мередит           | 1850      |
| Секретар трезора            | Томас Корвин              | 1850–1853 |
| Секретар рата               | Џорџ Кравфорд             | 1850      |
| Секретар рата               | Чарлс Магил Конрад        | 1850–1853 |
| Државни тужилац             | Реверди Џонсон            | 1850      |
| Државни тужилац             | Џон Критенден             | 1850–1853 |
| Постмастер тужилац          | Џејком Коламер            | 1850      |
| Постмастер тужилац          | Натан Хал                 | 1850–1852 |
| Постмастер тужилац          | Семјуел Дикинсон Хабард   | 1852–1853 |
| Секретар морнарице          | Вилијам Балард Престон    | 1850      |
| Секретар морнарице          | Вилијам Александер Грахам | 1850–1852 |
| Секретар морнарице          | Џон П. Кенеди             | 1852–1853 |
| Серкетар унутрашњих послова | Томас Евинг               | 1850      |
| Серкетар унутрашњих послова | Томас Макенан             | 1850      |
| Серкетар унутрашњих послова | Александар Стјуарт        | 1850–1853 |